# Al-Damazin
al-Damāzīn (in arabo الدمازين‎?) è la capitale dello Stato del Nilo Azzurro nel Sudan meridionale.
Damazin è servita da una stazione dei treni connessa alla rete ferroviaria nazionale.